# キーウェスト海軍航空基地
キーウェスト海軍航空基地（キーウェストかいぐんこうくうきち、英語: Naval Air Station Key West）は、アメリカ合衆国フロリダ州のキーウェストに位置する、アメリカ海軍の基地である。

## 所在部隊
キーウェスト海軍航空基地には、以下の部隊が所在している。
大西洋艦隊戦闘攻撃航空団司令官(COMSTRKFIGHTWINGLANT)隷下
- 大西洋艦隊戦闘攻撃航空団
  - 第106戦闘攻撃飛行隊分遣隊（英語版） - F/A-18E/F[3]

海軍予備役航空隊司令官(CNAFR)隷下
- 戦術支援航空団（英語版）
  - 第111混成戦闘飛行隊（英語版） - F-5N/F

アメリカ陸軍隷下
- アメリカ陸軍特殊作戦コマンド
  - アメリカ陸軍特殊部隊水中作戦学校[4]

アメリカ南方軍隷下
- 南部統合機関タスクフォース（英語版）[5]